# جزیره الفنت
جزیره الفنت (انگلیسی: Elephant Island) جزیره‌ای کوهستانی و پوشیده از یخ در جنوبگان است که در محدوده بیرونی جزایر شتلند جنوبی در اقیانوس جنوبگان قرار دارد. این جزیره در ۲۴۵ کیلومتری شمال-شمال‌شرقی نوک شبه‌جزیره جنوبگان، ۱٬۲۵۳ کیلومتری غرب-جنوب‌غربی جزیره جورجیای جنوبی، ۹۳۵ کیلومتری جنوب جزایر فالکلند و ۸۸۵ کیلومتری جنوب‌شرقی دماغه هورن قرار دارد. این جزیره در مناطق مورد ادعای آرژانتین، شیلی و بریتانیا قرار گرفته‌است.
این جزیره هم به دلیل شباهت ظاهری جزیره به سر فیل و هم به دلیل مشاهده فک فیلی در آن، توسط کاپیتان جورج پاول در سال ۱۸۲۱ به نام الفنت (فیل) نام‌گذاری شد.